# وجهك الجميل سيذهب للجحيم
وجهك الجميل سيذهب للجحيم (بالإنجليزية: Your Pretty Face Is Going to Hell) مسلسل رسوم متحركة أمريكي. بدأ عرضه على قناة ادلت سويم منذ 18 أبريل، 2013. يتابع المسلسل شخصية غاري، شيطان منتسب يعمل على أخذ الأرواح في الأرض من أجل الترفع والترقية.
في 12 مايو، 2016، جدد المسلسل لموسم ثالث، بدأ عرضهُ في 23 أكتوبر، 2016. بعد توقفه عن العرض أستكمل البرنامج في 2 أبريل، 2017.

## الحلقات

### نظرة عامة
| الموسم | الموسم           | عدد الحلقات      | تاريخ البثّ الأصلي | تاريخ البثّ الأصلي |
| الموسم | الموسم           | عدد الحلقات      | أول عرض           | آخر عرض           |
| ------ | ---------------- | ---------------- | ----------------- | ----------------- |
|        | الحلقة التجريبية | الحلقة التجريبية | 20 يناير، 2011    | 20 يناير، 2011    |
|        | 1                | 6                | 18 أبريل، 2013    | 23 مايو، 2013     |
|        | 2                | 12               | 12 يوليو، 2015    | 11 أكتوبر، 2015   |
|        | 3                | ي/ل              | 23 أكتوبر، 2016   | ي/ل               |

## وصلات خارجية
- الموقع الرسمي
- وجهك الجميل سيذهب للجحيم على موقع IMDb (الإنجليزية)
- وجهك الجميل سيذهب للجحيم على موقع روتن توميتوز (الإنجليزية)
- وجهك الجميل سيذهب للجحيم على موقع كينوبويسك (الروسية)
- وجهك الجميل سيذهب للجحيم على موقع قاعدة بيانات الفيلم (الإنجليزية)